# Dušan

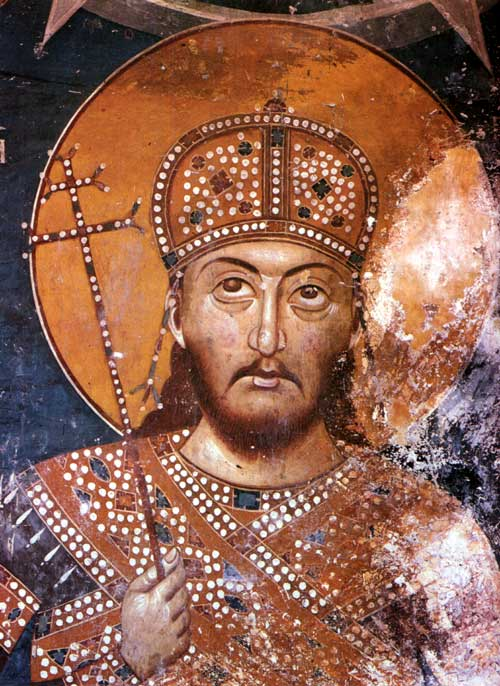
Stefan Uroš IV Dušan roi et empereur de Serbie.

Dušan (douchane en Français) est un prénom slave de genre masculin. Il est en usage dans les langues slaves, très courant en slovaque, tchèques et serbe. Il est plus rare mais présent assi en croate et slovène.
En alphabet cyrillique serbe on peut l'écrit Душан. 
Dušan signifie Âme, Esprit.

## Personnalités
- Stefan Uroš IV Dušan, roi et empereur serbe
- Dušan Bajević
- Dušan Basta
- Dušan Bogdanović
- Dusan Djuric
- Dušan Džamonja
- Dušan Fitzel
- Dušan Galis
- Dušan Kalmančok
- Dušan Kerkez
- Dušan Kovačević
- Dušan Matić
- Dušan Makavejev
- Dušan Mihajlović
- Dušan Otašević
- Dušan Petković
- Dušan Petronijević
- Dušan Radović
- Dušan Repovš
- Dušan Ristanović
- Dušan Salfický
- Dušan Slobodník
- Dušan Švantner
- Dušan Uhrin
- Dušan Vlahovic
- Dušan Vukotić